# CRON
株式会社クロン（英文名称：CRON CORPORATION）は、東京都多摩市にあるメダルゲーム製造会社である。同市内にゲーミングルーム・プレミア店舗を経営している。同社のメダルゲームについてはクロン社のメダルゲーム一覧を参照のこと。